# کینگسفورد دیبلا
کینگسفورد دیبلا (انگلیسی: Kingsford Dibela; زاده ۱۶ مارس ۱۹۳۲ – درگذشته ۲۲ مارس ۲۰۰۲) سیاست‌مدار اهل پاپوآ گینه نو بود. وی از ۱ مارس ۱۹۸۳ تا ۱ مارس ۱۹۸۹ فرماندار کل پاپوآ گینه نو بود.
کینگسفورد دیبلا در ۲۲ مارس ۲۰۰۲، در سن ۷۰ سالگی درگذشت.